# Pie-grièche isabelle
Lanius isabellinus
Espèce
Statut de conservation UICN

 LC  : Préoccupation mineure

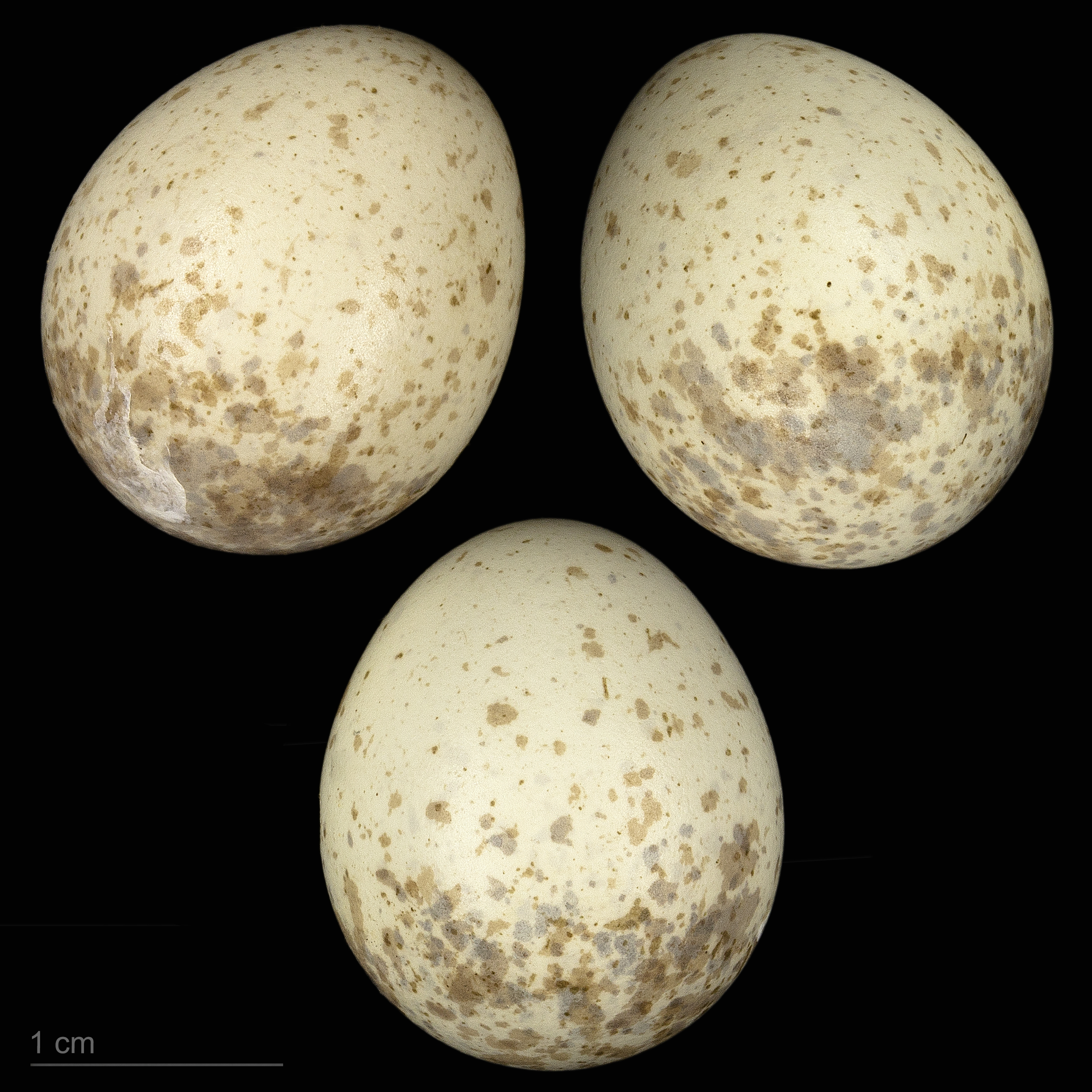
Oeufs de Lanius isabellinus phoenicuroides - Muséum de Toulouse

La Pie-grièche isabelle (Lanius isabellinus) est une espèce de passereau appartenant à la famille des Laniidae.

## Historique et dénomination
L'espèce Lanius isabellinus a été décrite par les ornithologues Friedrich Wilhelm Hemprich et Christian Gottfried Ehrenberg en 1833.

### Nom vernaculaire
- Pie-grièche isabelle

## Taxinomie
Liste des sous-espèces
D'après la classification de référence (version 14.1, 2024) du Congrès ornithologique international, il en existe 3 sous-espèces :
- Lanius isabellinus isabellinus Hemprich & Ehrenberg 1833, parfois appelé Pie-grièche de Daourie[2] ;
- Lanius isabellinus arenarius Blyth 1846 ;
- Lanius isabellinus tsaidamensis Stegmann 1930.

## Répartition
Elle niche du sud de la Sibérie au centre de l'Asie et en Chine et migre sous les tropiques en hiver.